# Gobba
Gobba är en seite, en samisk gudabild, som ursprungligen stod i en grotta i Juktådalen, och nu förvaras på Nordiska museet i Stockholm.

## Utformning och namn
Gobba är gjord av björkträ. Korsen har tolkats som ett försök att förena kristendom med samisk religion. Namnet Gobba meddelades av en gammal samisk kvinna från Juktådalen till komministern i Umnäs Gustaf Rusén på ålderdomshemmet Örnäs i Sorsele. Namnet lär betyda ”Fadern”.

## Ursprunglig placering
Kultplatsen ligger nära Holmvik vid bäcken Ailesjokk (”den Heliga bäcken”, på kartor kallad Vuolejaurbäcken/ Vuölliejávrjuhka) som rinner ut i Överst‑Juktan. Gobba stod vid heligt område. Ailesjokk rann från de Heliga Sjöarna, Övre Ailesjaure (på kartor Äjlesjávrrie) och Nedre Ailesjaure (på kartor Vuolliejávrrie). Norr om Övre Ailesjaure ligger det Heliga Berget Ailesvardo (på kartor Äilesvárdduo). I området finns en offerplats. Den samiska grupp som uppges ha anknytning till området är Umbyn, tidigare Umbyns lappby, nu Ubmeje tjeälddie.

## Kult
Fram till 1850‑talet hade samer som flyttade genom Juktådalen till vinterbeteslandet varje höst en avskedsfest för Gobba på kullen där grottan ligger. Den siste samen som dyrkade Gobba var Stor‑Nila, Nils Nilsson Njajta eller Nåjta (1822–1899). Riten bestod i att man lade en kula av trä eller horn framför Gobba och slog till kulan, varvid Gobba talade om renlycka och framtiden. Blod skall ha smetats på Gobba, och mynt offrats.

## Svensk upptäckt och bortförande
Den förste svensk som kände till Gobba var Karl Leonard Abrahamsson i Skirknäs, som fann Gobbagrottan 1925. Kyrkoherden i Sorsele Axel Calleberg ordnade så att Gobba fördes till Nordiska museet.
En kopia av Gobba är rest vid Sorsele hembygdsgård.